# 도왜실기
도왜실기(屠倭實記)는 1932년 당시 대한민국 임시정부의 재무부장과 군무부장을 역임하고 있던 김구가 쓴 책으로, 윤봉길, 이봉창 사건의 진상 보고서 형식의 단행본 저서로 간행되었다. 국내본은 1946년 김구의 측근 엄항섭이 대한민국 서울에서 간행하였으며, 이승만의 서문이 실려 있다.

## 내용
윤봉길 의거, 이봉창 의거, 유상근, 최흥식 의거 미수, 유진식, 이덕주 의거 미수 등의 사건에 대한 보고서 형식으로, 김구의 이력에 대한 간단한 소개와 뒤이어 한인애국단의 결성 목적, 동기, 한인애국단 단원 소개 및 윤봉길, 이봉창, 유상근, 최흥식, 유진식, 이덕주 등에 대한 소개가 담겨 있다.

## 같이 보기
| - 백범일지 - 독립정신 - 한인애국단 - 윤봉길 - 이봉창 - 이승만 - 도왜실기 - 한국민족문화대백과사전 |